# Guy Harloff
Guy Harloff (* 4. Juni 1933 in Paris, Frankreich; † 1991 in Galliate, Italien) war ein französisch-niederländischer Maler und Grafiker. Er ist bekannt für seine bunten, symbolhaften und mystischen Bilder, Collagen und Grafiken.

## Leben und Werk
Guy Harloff wurde im Jahr 1933 geboren als Sohn eines niederländisch-russischen Vaters und einer Mutter italienisch-schweizerischer Herkunft. Harloff war immer ein Reisender, der sich überall auf der Welt zu Hause gefühlt hat.
Er lebte in Mailand, in London, New York City und Paris und reiste viel. Er studierte ethnische und religiöse Rituale, Religionen, Traditionen und Symbole, mit besonderem Blick auf den Osten. Auch die Beschäftigung mit der Alchemie hinterließ in seinen Werken Spuren.
Die Arbeit von Guy Harloff ist geprägt von seinem Interesse an den kulturellen Symbolen und dem geschriebenen Wort. Seine Malerei war komplex, bunt, hart, mystisch, gehalt- und geheimnisvoll. Harloff wollte es dem Betrachter ermöglichen, in ihm selbst begrabenes Wissen und eine eigene Vision von der Welt zu entdecken.
Er lebte sein Leben so intensiv und kämpfte hart, um die Freundschaft und die Wertschätzung seiner Künstlerkollegen zu bekommen, dass dies zu dauerhaften gesundheitlichen Problemen bis zu seinem frühen Tod führte.
Guy Harloff war mit sechs seiner Bild- und Collagearbeiten Teilnehmer der Documenta 5 in Kassel im Jahr 1972 in der Abteilung Individuelle Mythologien.